# Chetia mola
Chetia mola е вид бодлоперка от семейство Цихлиди (Cichlidae). Видът е застрашен от изчезване.

## Разпространение и местообитание
Разпространен е в Замбия.
Обитава сладководни басейни, реки и потоци.

## Описание
На дължина достигат до 13,3 cm.